# ریک کسیدی
ریک کسیدی (انگلیسی: Rick Cassidy; ۲۲ ژوئیهٔ ۱۹۴۳ – ۲۳ دسامبر ۲۰۱۳) بازیگر پورنوگرافی، مانکن و بدنساز اهل ایالات متحده آمریکا بود. او هم در فیلم‌های دگرجنسگرایانه و هم همجنسگرایانه حضور پیدا می‌کرد.